# Липовица (Власотинце)
Липовица је насеље у Србији у општини Власотинце у Јабланичком округу. Према попису из 2022. било је 187 становника.

## Прошлост
Пописан је 1879. године Власотиначки срез. У селу Липовици било је следеће стање: 48 кућа са 391 душом, нема писмених становнка а број пореских глава износи 80.

## Демографија
У насељу Липовица живи 399 пунолетних становника, а просечна старост становништва износи 49,1 година (46,8 код мушкараца и 51,4 код жена). У насељу има 168 домаћинстава, а просечан број чланова по домаћинству је 2,70.
Ово насеље је великим делом насељено Србима (према попису из 2002. године), а у последња три пописа, примећен је пад у броју становника.
|  |

| Демографија | Демографија | Демографија |
| Година      | Становника  | Становника  |
| ----------- | ----------- | ----------- |
| 1948.       | 1.059       |             |
| 1953.       | 1.163       |             |
| 1961.       | 1.096       |             |
| 1971.       | 949         |             |
| 1981.       | 790         |             |
| 1991.       | 634         | 632         |
| 2002.       | 454         | 454         |
| 2011.       | 313         |             |
| 2022.       | 187         |             |

| Етнички састав према попису из 2002.‍ | Етнички састав према попису из 2002.‍ | Етнички састав према попису из 2002.‍ | Етнички састав према попису из 2002.‍ | Етнички састав према попису из 2002.‍ |
| ------------------------------------ | ------------------------------------ | ------------------------------------ | ------------------------------------ | ------------------------------------ |
|                                      |                                      |                                      |                                      |                                      |
| Срби                                 | Срби                                 |                                      | 451                                  | 99,33%                               |
| Мађари                               | Мађари                               |                                      | 1                                    | 0,22%                                |
| непознато                            | непознато                            |                                      | 2                                    | 0,44%                                |

| Година пописа     | 1948. | 1953. | 1961. | 1971. | 1981. | 1991. | 2002. |
| ----------------- | ----- | ----- | ----- | ----- | ----- | ----- | ----- |
| Број домаћинстава | 149   | 174   | 179   | 192   | 189   | 205   | 168   |

| Број чланова      | 1  | 2  | 3  | 4  | 5  | 6 | 7 | 8 | 9 | 10 и више | Просек |
| ----------------- | -- | -- | -- | -- | -- | - | - | - | - | --------- | ------ |
| Број домаћинстава | 38 | 59 | 24 | 22 | 15 | 8 | 1 | 1 | 0 | 0         | 2,70   |

| Пол    | Укупно | Неожењен/Неудата | Ожењен/Удата | Удовац/Удовица | Разведен/Разведена | Непознато |
| ------ | ------ | ---------------- | ------------ | -------------- | ------------------ | --------- |
| Мушки  | 196    | 31               | 142          | 21             | 2                  | 0         |
| Женски | 210    | 17               | 142          | 48             | 3                  | 0         |
| УКУПНО | 406    | 48               | 284          | 69             | 5                  | 0         |

| Пол    | Укупно                    | Пољопривреда, лов и шумарство | Рибарство                            | Вађење руде и камена | Прерађивачка индустрија       |
| ------ | ------------------------- | ----------------------------- | ------------------------------------ | -------------------- | ----------------------------- |
| Мушки  | 136                       | 117                           | 0                                    | 0                    | 1                             |
| Женски | 89                        | 88                            | 0                                    | 0                    | 0                             |
| УКУПНО | 225                       | 205                           | 0                                    | 0                    | 1                             |
| Пол    | Производња и снабдевање   | Грађевинарство                | Трговина                             | Хотели и ресторани   | Саобраћај, складиштење и везе |
| Мушки  | 0                         | 15                            | 1                                    | 0                    | 1                             |
| Женски | 0                         | 1                             | 0                                    | 0                    | 0                             |
| УКУПНО | 0                         | 16                            | 1                                    | 0                    | 1                             |
| Пол    | Финансијско посредовање   | Некретнине                    | Државна управа и одбрана             | Образовање           | Здравствени и социјални рад   |
| Мушки  | 0                         | 0                             | 0                                    | 1                    | 0                             |
| Женски | 0                         | 0                             | 0                                    | 0                    | 0                             |
| УКУПНО | 0                         | 0                             | 0                                    | 1                    | 0                             |
| Пол    | Остале услужне активности | Приватна домаћинства          | Екстериторијалне организације и тела | Непознато            | Непознато                     |
| Мушки  | 0                         | 0                             | 0                                    | 0                    | 0                             |
| Женски | 0                         | 0                             | 0                                    | 0                    | 0                             |
| УКУПНО | 0                         | 0                             | 0                                    | 0                    | 0                             |